# Million Dollar Infield
Pour plus de détails, voir Fiche technique et Distribution.
Million Dollar Infield est un téléfilm de comédie dramatique américain réalisé par Hal Cooper et sorti en 1982.

## Fiche technique
- Titre original : Million Dollar Infield
- Réalisation : Hal Cooper
- Scénario : Phil Mishkin, Rob Reiner et Dick Wimmer
- Photographie : Thomas Del Ruth (en)
- Montage : Jim Benson
- Musique : Artie Kane
- Costumes :
- Décors : Mary Ann Good
- Producteur : Peter Katz et Rob Reiner
- Sociétés de production : CBS Entertainment Production
- Sociétés de distribution : CBS
- Pays d'origine :  États-Unis
- Langue originale : anglais
- Format : couleur
- Genre : Comédie dramatique
- Durée : 100 minutes
- Dates de sortie : 
  - États-Unis : 2 février 1982

## Distribution
- Bonnie Bedelia : Marcia Miller
- Robert Costanzo : Artie Levitas
- Rob Reiner : Monte Miller
- Christopher Guest : Bucky Frische
- Bruno Kirby : Lou Buonomato
- Candice Azzara : Rochelle Levitas
- Gretchen Corbett : Carole Frische
- Elizabeth Wilson : Sally Ephron
- Shera Danese : Bunny Wahl
- Elsa Raven : Dr Isabel Armen
- Keith Coogan : Vance Levitas
- Mel Allen : lui-même
- Bonnie Campbell : Marlene
- Harry Shearer : Jack Savage
- Ken Lerner : un membre des Long Island Bucks
- Philip Sterling : Harry Ephron
- Meeno Peluce : Joshua Miller
- Jack Dodson (en) : Chuck
- Neil Billingsley : Jay Frische